# Oglasa contigua
Oglasa contigua är en fjärilsart som beskrevs av Alfred Ernest Wileman och Reginald James West 1929.
Oglasa contigua ingår i släktet Oglasa och familjen nattflyn. Inga underarter finns listade i Catalogue of Life.